# مبدأ الميكانيكا الأساسي
مبدأ الميكانيكا الأساسي هو المبدأ المستخرج من قانون نيوتن الثاني، يأتي بصورتين إحداهما في حال الانتقال والأخرى في دوران.

## المبدأ في الانتقال
نتخذ جسما ذا كتلة ثابتة في نظام عطالي، يتناسب تسارع الجسم وحاصل جمع القوى التي تأثر فيه، ويتناسب ومقلوب عدد كتلته. ΣFi = ma

## المبدأ في الدوران
نتخذ جسما عزم عطالة مركز ثقالته ثابت في نظام عطالي، يتناسب تسارع الجسم الزاوي وخاصل جمع عزوم دورانه، ويتناسب ومقلوب عزم عطالته. ΣMG(Fi) = JGa